# Argia herberti
Argia herberti là một loài chuồn chuồn kim trong họ Coenagrionidae.
Argia herberti được Calvert miêu tả khoa học năm 1902.